# Liudas Jakavičius
Liudas Jakavičius-Grimalauskas (Riga, Letonia, 8 de agosto de 1910 - Buenos Aires, Argentina, 3 de julio de 1998) fue un músico, director de teatro y empresario lituano perteneciente a una familia noble y de gran influencia en la vida cultural de su país. Fue hijo de Liudvikas Jakavičius; banquero, juez, periodista, editor, escritor, director de teatro y actor (condecorado con la Gran Cruz de la Orden del Gran Duque Gediminas) y, de Honorata Grimalauskaitė-Jakavičienė, hija de Juozas Grimalauskas, uno de los hombres más ricos de Polonia, perteneciente a la nobleza polaco — lituana.

## Biografía
Liudas Jakavicius-Grimalauskas nació en Riga, capital de Letonia, ya que al momento de su natalicio su padre, Liudvikas Jakavicius, fungía como banquero (fundador y presidente del consejo de administración del Banco de Ahorros Lituano-Letón) y directivo de la administración ferroviaria en aquel país, además de ser el director y dueño del periódico "Rygos naujienos" y fundador de la Sociedad de Teatro Lituano de Riga. Liudas Jakavicius-Grimalauskas fue hijo de lituanos y su nacionalidad era lituana, no letona. En 1915 Liudvikas Jakavicius, decidió trasladarse con su familia a San Petersburgo (Rusia), debido a las fuertes pérdidas patrimoniales que le ocasionó el inicio de la Primera Guerra Mundial. 
Tras finalizar la Primera Guerra Mundial en 1918, Liudvikas Jakavicius decidió regresar a Lituania e instalar a su familia en la ciudad de Anyksciai, donde todavía poseía grandes extensiones de tierra con lagos y bosques. Sin embargo, Liudvikas Jakavicius retomó su carrera como escritor en la ciudad de Siauliai (provincia de la que era originario), donde con lo poco que quedó de su fortuna, abrió su propia editorial e imprimió más de dos millones de libros, lo que lo convirtió rápidamente en el editor más importante del pequeño país báltico, volviendo a hacer fortuna nuevamente, la cual posteriormente sería expropiada por la Unión Soviética. Liudas Jakavicius — Grimalauskas estudió música (piano y acordeón) con profesores particulares desde los tres años y concluyó sus estudios universitarios en el Conservatorio de Kaunas, es decir, estudió música durante veinte años, diez años con clases particulares y diez años de conservatorio. 
Además inició la carrera de ingeniería aeronáutica, una rama muy innovadora en aquellos tiempos, aunque no muy bien vista como profesión para un aristócrata él. También dominaba a la perfección ocho lenguas (lituano, letón, alemán, polaco, checo, italiano, español y ruso). Fue músico en el famoso Hotel Metropólis de Kaunas (el más lujoso de la época), en la Orquesta de la Ópera y Ballet de Lituania, en la Orquesta Pomeranco, en la Orquesta Concert Capella y en la Orquesta Filarmónica de Kaunas. 
En 1933 compone su obra maestra titulada "Sutemos" (atardecer), el primer tango lituano. Además, también fue director de teatro y llegó a ser el administrador y posterior director del Siauliu Dramos Teatras, uno de los teatros más importantes de Lituania. Durante su toda su carrera tuvo la oportunidad de trabajar con grandes músicos como Dmitri Kabalevski, Nadezda Dukstulskaite o Jurgis Karnaviciuspor mencionar algunos.
En 1940, una vez iniciada la Segunda Guerra Mundial, cambia su residencia a Múnich (Alemania), debido a la ocupación soviética de Lituania, ya que el ejército rojo despojó a su familia de toda su fortuna. En Alemania, gracias a sus habilidades con los idiomas, trabajó como traductor para los alemanes y en 1947 conoció a Grazina Janaviciene-Jakaviciene (tía del conocido empresario lituano Zenonas Janavicius), casándose con ella el 11 de mayo de 1947 en la Basílica di San Prospero en Reggio Emilia, Italia. 
En 1948, Liudas Jakavicius emigra al país del tango junto a su esposa y se instala en la ciudad de Buenos Aires (República Argentina), donde comienza a trabajar como pianista en diversas estaciones de radio, entre ellas Radio Splendid, Radio El Mundo y Radio Rivadavia por mencionar las más importantes. En 1965 y tras graves problemas de salud que le afectaron las manos, decidió dejar la música e iniciar su faceta como empresario, actividad que ejerció hasta el último de sus días como presidente del consejo de administración de OSLU, S.A. (una fábrica de cajas de madera que quebró tras el corralito). Finalmente, Liudas Jakavicius falleció el 3 de julio de 1998 en Buenos Aires, Argentina. 
Su hermano fue el célebre violinista Donatas Bronislovas Jakavicius-Grimalauskas, quien fue músico de la Orquesta Filarmónica de Kaunas (antigua capital de Lituania), de la Orquesta de la Ópera de Kaunas (antigua capital de Lituania), de la Orquesta Sinfónica de la Universidad Central de Venezuela, de la Orquesta de Cámara de Radio Caracas y de la Orquesta Sinfónica de Venezuela. Su hermana fue Grazina Jakaviciute-Salteniene, una de las actrices dramáticas más importantes de Lituania. Le sobreviven sus hijas Marcia Bell (modelo, actriz, cantante y compositora) y, Carla Rigg (modelo, diseñadora de moda y escritora), así como su nieto Liudvikas Jakavicius-Grimalauskas (hijo de Carla Rigg, madre soltera), quien es el heredero del título nobiliario de la familia y precursor del futuro Museo Liudvikas Jakavicius.